# Мархеев, Михаил Фёдорович
Михаи́л Фёдорович Мархе́ев (15 августа 1920 — 16 января 1994) — советский танкист. Герой Советского Союза (1944). Полковник (1975).

## Биография

### Детство и юность
Родился 15 августа 1920 года в деревне Босогол ныне Качугского района Иркутской области. Бурят. В 1937 году окончил 7 классов школы в деревне Чептыхой (Качугский район), в 1940 году — политпросветшколу в городе Кяхта (Бурятия).

### Довоенная служба
В армии с сентября 1940 года. До июня 1941 года служил в автотранспортном полку (на Дальнем Востоке). В декабре 1941 года окончил Ульяновское танковое училище. Служил командиром танка Т-34 в 19-м учебном танковом полку (город Нижний Тагил Свердловской области).

### Великая Отечественная война
Участник Великой Отечественной войны: в октябре 1942 — феврале 1943 — командир взвода 488-й отдельной танковой бригады (Закавказский и Северо-Кавказский фронты). Участвовал в обороне Кавказа. 12 января 1943 года был ранен.
В марте-июле 1943 — командир взвода в 6-м учебном танковом полку (в городе Горький).
В июле 1943 — апреле 1945 — командир взвода и командир роты 15-го гвардейского отдельного танкового полка прорыва (Воронежский, 1-й Украинский, 1-й и 2-й Прибалтийские фронты). Участвовал в освобождении Левобережной Украины, Киевской наступательной операции, освобождении Белоруссии и Прибалтики, блокаде курляндской группировки противника. 11 ноября 1943 года был контужен. Всего за время войны был дважды ранен и один раз контужен.

### Подвиг
Особо отличился в боях за освобождение Левобережной Украины. Экипаж танка КВ под его командованием 13—15 сентября 1943 года у села Венеславовка (Гадячский район Полтавской области, Украина), ведя бой в окружении, уничтожил танк, два орудия и два пулемёта противника. 13 сентября 1943 года в бою был ранен в руку, но остался в строю. В числе первых переправился через реку Днепр. 12 октября 1943 года его танк первым ворвался в село Великий Букрин (Мироновский район Киевской области, Украина) на правом берегу Днепра.
За мужество и героизм, проявленные в этих боях, Указом Президиума Верховного Совета СССР от 3 июня 1944 года гвардии старшему лейтенанту Мархееву Михаилу Фёдоровичу присвоено звания Героя Советского Союза с вручением ордена Ленина и медали «Золотая Звезда».

### Послевоенная служба
В 1949 году окончил Военную академию бронетанковых и механизированных войск. Служил заместителем начальника штаба танкового полка (в Забайкальском военном округе) и командиром танковых батальонов (в Забайкальском военном округе, Группе советских войск в Германии и Киевском военном округе).
В 1955—1960 годах — преподаватель тактики на военной кафедре Ждановского металлургического института, в 1960—1962 годах — преподаватель тактики на военной кафедре Днепропетровского металлургического института, с 1962 года — преподаватель и старший преподаватель общевойсковой подготовки на военной кафедре Московского авиационного института. С июля 1970 года подполковник М. Ф. Мархеев — в запасе.

### Работа после армии
После увольнения из армии до июня 1971 года продолжал работать преподавателем на военной кафедре Московского авиационного института. В 1975—1976 годах работал инструктором-методистом Дворца пионеров Фрунзенского района г. Москвы, в мае-июле 1976 года — военруком в ПТУ, в 1978—1981 годах — старшим мастером и инженером специализированного производственного комбината объединения «Союзаттракцион».
Жил в Москве. Умер 16 января 1994 года. Похоронен на Митинском кладбище в Москве.

## Награды и звания
- Герой Советского Союза (03.06.1944)[1];
- Орден Ленина (03.06.1944);
- Орден Отечественной войны I степени (06.04.1985)[2];
- Орден Красной Звезды (30.12.1956);
- Медали.

## Память
- Его именем названа улица в деревне Босогол.
- В Мариуполе в здании Приазовского государственного технического университета установлена мемориальная доска.
- В деревне Малые Голы Качугского района Иркутской области на здании школы установлена мемориальная доска.
- В Марьина Горка (Беларусь). Мемориал в честь 8-й Гвардейской Краснознаменной танковой дивизии. Один из памятных знаков посвящён Герою.

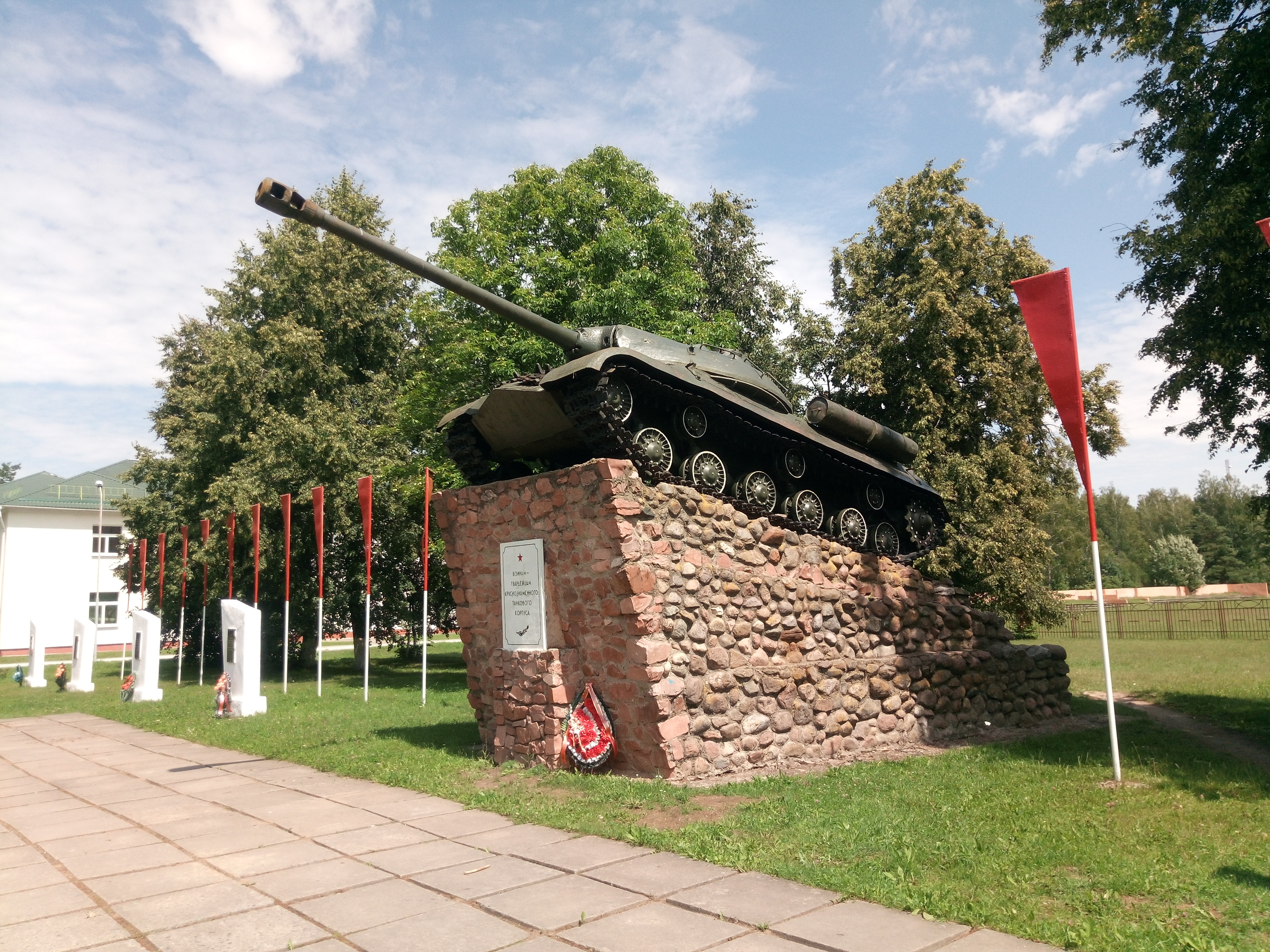
Марьина Горка. Памятник воинам-гвардейцам Краснознамённого танкового корпуса.
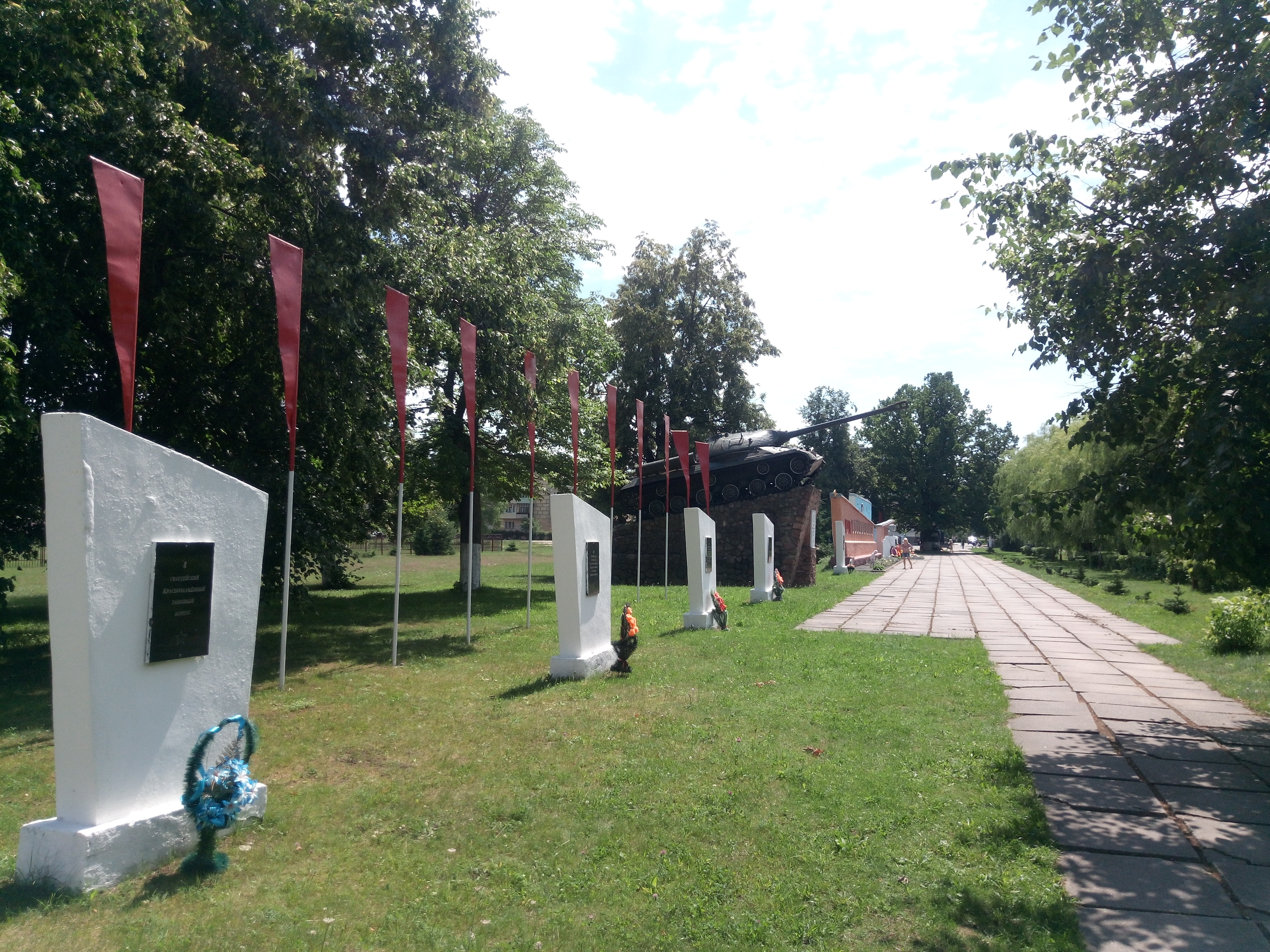
Марьина Горка. Мемориал 8-й танковой дивизии.
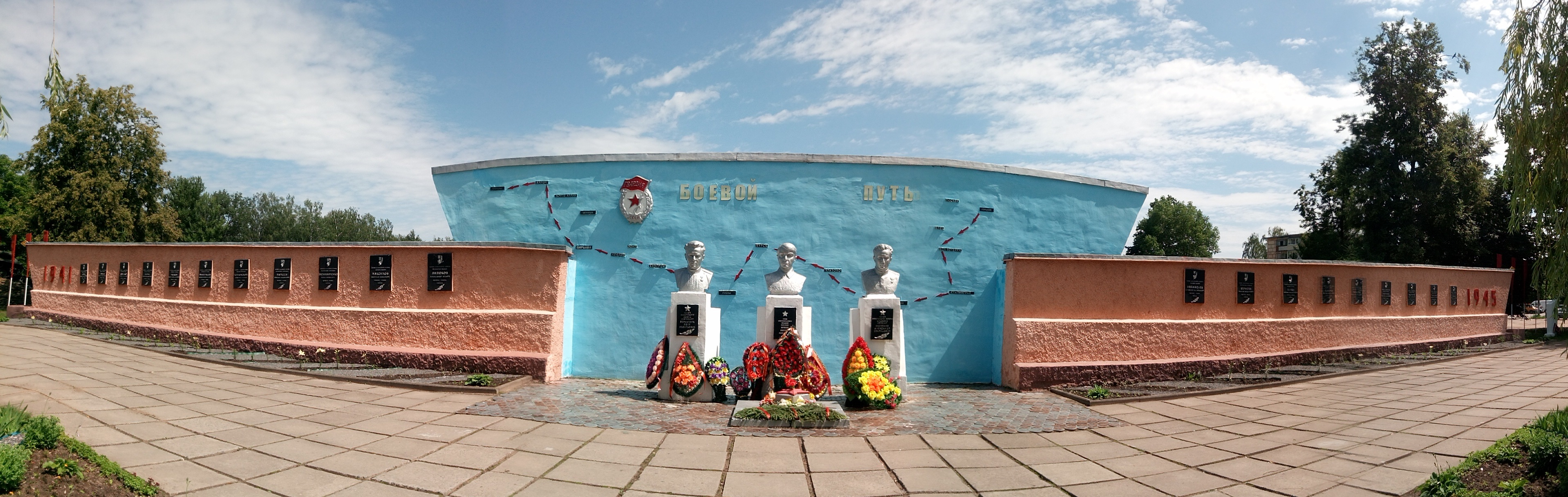
Марьина Горка. Мемориал 8-й танковой дивизии.
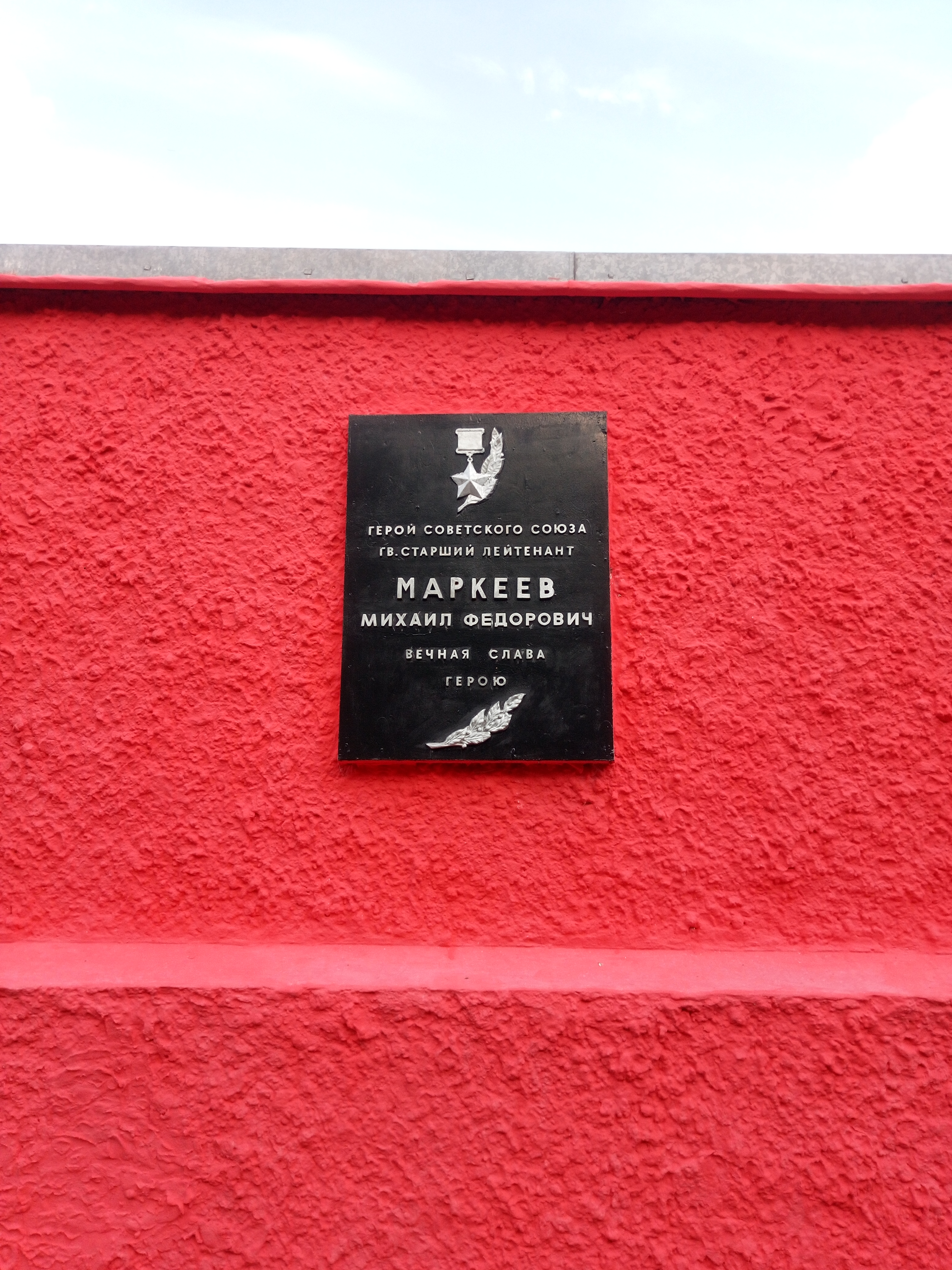
Марьина Горка. Мемориал 8-й танковой дивизии. Памятная доска.